# Corte Constitucional da Coreia
A Corte Constitucional da Coreia (hangul: 헌법재판소; hanja: 憲法裁判所; rr: Heonbeop Jaepanso) é um tribunal independente e especializado da Coreia do Sul, cuja principal função é a revisão da constitucionalidade, conforme os termos da Constituição do país. Além disso, exerce atribuições no âmbito do  direito administrativo, como a resolução de disputas de competência entre entidades governamentais, a emissão de decisões finais sobre processos de impeachments e o julgamento da dissolução de partidos políticos.
No dia 10 de março de 2017, a Corte confirmou a destituição da presidente Park Geun-hye, suspeita de estar envolvida em um escândalo de corrupção.

## Composição
Nove juízes fazem parte do tribunal, todos nomeados pelo Presidente. Três dos cargos são designados diretamente pelo Presidente. Dos seis cargos restantes, três são designados pelo Chefe da Justiça da Suprema Corte, e três são designados pela Assembleia Nacional.

### Juízes atuais
| Nome           | Nascimento                                      | Nomeado por   | Recomendado por                                                                    | Educação                        | Desde / Tempo no cargo                              |
| -------------- | ----------------------------------------------- | ------------- | ---------------------------------------------------------------------------------- | ------------------------------- | --------------------------------------------------- |
| Lee Jung-mi    | 25 de junho de 1962 (62 anos) em Ulsan          | Lee Myung-bak | Lee Yong-hun                                                                       | Universidade da Coreia          | 14 de março de 2011 (14 anos e 24 dias)             |
| Kim Yi-su      | 24 de março de 1953 (72 anos) em Jeongeup       | Lee Myung-bak | 19ª Assembleia Nacional da Coreia do Sul (Partido Democrata)                       | Universidade Nacional de Seul   | 20 de setembro de 2012 (12 anos, 6 meses e 18 dias) |
| Lee jin-sung   | 5 de agosto de 1956 (68 anos) em Busan          | Lee Myung-bak | Yang Seung-tae                                                                     | Universidade Nacional de Seul   | 20 de setembro de 2012 (12 anos, 6 meses e 18 dias) |
| Kim Chang-jong | 20 de março de 1957 (68 anos) em Busan          | Lee Myung-bak | Yang Seung-tae                                                                     | Universidade Nacional Kyungpook | 20 de setembro de 2012 (12 anos, 6 meses e 18 dias) |
| Aahn Chang-ho  | 5 de agosto de 1957 (67 anos) em Daejeon        | Lee Myung-bak | 19ª Assembleia Nacional da Coreia do Sul (Partido Saenuri)                         | Universidade Nacional de Seul   | 20 de setembro de 2012 (12 anos, 6 meses e 18 dias) |
| Kang Il-won    | 26 de dezembro de 1959 (65 anos) em Seul        | Lee Myung-bak | 19ª Assembleia Nacional da Coreia do Sul (acordo mútuo entre partidos da oposição) | Universidade Nacional de Seul   | 20 de setembro de 2012 (12 anos, 6 meses e 18 dias) |
| Seo Ki-sueg    | 19 de fevereiro de 1953 (72 anos) em Hamyang    | Park Geun-hye | (diretamente)                                                                      | Universidade Nacional de Seul   | 19 de abril de 2013 (11 anos, 11 meses e 19 dias)   |
| Cho Yong-ho    | 15 de fevereiro de 1955 (70 anos) em Cheongyang | Park Geun-hye | (diretamente)                                                                      | Universidade Konkuk             | 19 de abril de 2013 (11 anos, 11 meses e 19 dias)   |